# San Pedro (Chili)
San Pedro is een gemeente in de Chileense provincie Melipilla in de regio Región Metropolitana. San Pedro telde 9.726 inwoners in 2017 en heeft een oppervlakte van 788 km².